# Знаменка (Ермекеевский район)
Знаменка (баш. Знаменка) — село в Ермекеевском районе Республики Башкортостан Российской Федерации. Входит в состав Восьмомартовского сельсовета.

## География

### Географическое положение
Расстояние до:
- районного центра (Ермекеево): 37 км,
- центра сельсовета (Село имени 8 Марта): 5 км,
- ближайшей ж/д станции (Приютово): 18 км.

## История
Основано в начале 90-х годах XIX в. переселенцами-собственниками по закону от 1889 г. на казенных землях (бывших вотчинных землях Кыр-Еланской и Байлярской волостей, объявленных свободными при размежевании башкирских земель). С 1935 по 1962 гг. и с 1969 г. по настоящее время относится к Ермекеевскому району.

## Население
| 2002 | 2009 | 2010 |
| ---- | ---- | ---- |
| 68   | ↘59  | ↘45  |

Национальный состав
Согласно переписи 2002 года, преобладающая национальность — русские (65 %).